# Harold Earl Kleinert
Harold Earl Kleinert (* 7. Oktober 1921 auf einer Farm nahe Sunburst, Montana; † 28. September 2013) war ein US-amerikanischer Handchirurg. Er hat über 200 wissenschaftliche Publikationen veröffentlicht und nach ihm wird die Nachbehandlung nach Kleinert bei Verletzung der Beugesehnen der Hand benannt.

## Werdegang
Als Sohn eines Farmers wurde Kleinert vor allem durch einen Farmhelfer beeinflusst, welcher unerkannterweise Arzt war, aber seine Lizenz verloren hatte. Sein Vater wollte, dass er Farmer werde, die Mutter Cristine M. Kleinert erlaubte ihm aber, auf ein Zweijahres-College in Montana zu gehen. Von dort wechselte Kleinert zunächst nach Ann Arbor und 1943 bis 1946 an die Temple University Medical School in Philadelphia. Am Grace Hospital in Detroit durchlief er die Rotating Internship und arbeitete von 1949 bis 1953 als Surgical Resident. Unterbrochen wurde letztere durch den Wehrdienst bei der US Air Force 1947 bis 1949. 1953 gründete Kleinert die „University of Louisville Hand Clinic“. Kleinert war Professor der Chirurgie an der University of Louisville und an der Purdue University.
1980 wurde Kleinert mit dem AMA Scientific Achievement Award ausgezeichnet.

## Kleinert – Kutz
Die Handklinik von Dr. Kleinert wurde 1964 durch Joseph E. Kutz verstärkt. Daraus erwuchs das „Kleinert, Kutz and Associates Hand Care Center PLLC“, welches heute 15 Handchirurgen an 4 verschiedenen Standorten (in den Staaten Kentucky und Indiana) beschäftigt. Später gründeten sie das „Christine M. Kleinert Institute“ (nach Kleinerts Mutter), eine Non-Profit-Organisation, welche es ausgebildeten Chirurgen oder Orthopäden ermöglicht, sich mit den neuesten Techniken in der Handchirurgie vertraut zu machen. Bis heute hat dieses Institut 1100 Chirurgen aus 58 Ländern weitergebildet und ist international ein Begriff geworden.